# 拉扎尔·托马诺维奇
拉扎尔·托马诺维奇（1845年9月3日—1932年11月2日），是黑山王国政治家、外交官和作家，他曾在尼古拉一世国王统治期间担任黑山公国第5任总理以及王国成立后的第一任总理。